# Света Параскева (Раковац)
„Света Параскева“ (на сръбски: Храм св. преподобне Параскеве) е възрожденска православна църква във вранското село Раковац, югоизточната част на Сърбия. Част е от Вранската епархия на Сръбската православна църква.
Църквата е гробищен храм, разположен западно от селото. Обновен е и осветен в 1848 година от митрополит Йоаким Скопски. Църквата е обновена в 1987 година, когато е продължен и тремът.
В архитектурно отношение е четири стъпки вкопан, еднокорабен, каменен, измазан храм с полукръгла апсида на изток. Проскомидията и диакониконът са полукръгли ниши, незразени отвън. Входовете са от запад и юг.
Във вътрешността на стените и на тавана има ламперия. Изписано е само олтарното пространство. На свода е изписан Исис Христос, а над владишкия трон Христос Велик Архиерей. Стенописите както и иконите в храма са дело на галичкия майстор Теофан Буджароски, както се разбира от надписа на иконостасните икони. Иконостасът е с 39 икони, дървен и двуредов – ред царски икони и горен ред от 14 икони. Отдясно е разширен с иконата на света Петка, а отляво на височината на престолните икони е Богородица Животворящ източник, дело на Буджароски. Царските двери са датирани в 1902 година, престолните икони на Богородица с Христос и свети Йоан Предтеча в 1900 година, а останалите икони в 1898 година. Общо иконостасните икони са 31. На тавана в църквата е изписан в квадратно поле Христос, който благославя с две ръце. Стилът е същият като този на иконостасните икони, което означава, че и стенописът е дело на Буджароски. Над архиерейския трон е изписан Христос Велик Архиерей, като в долния десен ъгъл има подпис на Буджароски.